# Régime de vol
Le régime de vol est un terme de réglementation aéronautique définissant les règles auxquelles est soumise un aéronef. Ces règles peuvent être soit celles du vol à vue (VFR), soit celles du vol aux instruments (IFR).